# 20 mars 1912
Le mercredi 20 mars 1912 est le 80e jour de l'année 1912.

## Naissances
- Arnold Schaack (mort le 4 mars 1991), coureur cycliste luxembourgeois
- Harry Klinefelter (mort le 20 février 1990), médecin américain
- Hernán Bolaños (mort le 10 mai 1992), joueur de football costaricain
- Ivan Mokanov (mort le 16 avril 1982), joueur de football et entraineur bulgare
- Marie-Clotilde Bonaparte (morte le 14 avril 1996), aristocrate belge
- Yvonne Girard (morte le 31 octobre 1980), joueuse française de badminton

## Décès
- Benvingut Oliver (né en 1836), juriste et historien espagnol
- María Josefa Sancho (née le 7 septembre 1842), religieuse espagnole

## Événements
- Fondation de l'aviation navale française
- Début du salon des indépendants de 1912 à Paris